# 巴斯托涅战役
巴斯托涅戰役是在1944年12月美軍和德軍之間於比利時小鎮巴斯托涅的一場戰役，是突出部戰役之一部分。德軍的進攻的目標是海港安特衛普。德軍機械化部隊為了在盟軍可以重整旗鼓、發揮其巨大的空中優勢之前到達該處，必須通過比利時東部以攻佔必經的道路。由於所有在阿登山脈的7條主要道路均通過巴斯托涅這座小城，控制這個十字路口對德軍的進攻來說是至關重要。戰役從12月20日開始一直持續至27日，被圍困的美軍被喬治·巴頓的第3軍團所屬單位解圍。

## 背景
同盟國軍在1944年6月諾曼第戰役取得成功，數個軍團的部隊先是突破橋頭堡，隨後向東方與南方推進，解放大量法國領土，盟軍的戰線從北面的奈梅亨延伸至南面的中立國瑞士。盟軍推進很快的占領的重要的轉運港安特衛普，此後盟軍雖然攻勢遭到頓挫，但其它盟軍部隊的攻勢前鋒仍然有效推進，並進入德國西方的邊境城市亞琛。阿道夫·希特勒很快制定了一個計劃以攻擊在比利時的盟軍戰線，計劃出動25個師通過阿登地區對盟軍發動突擊，目的是渡過默茲河，奪回安特衛普。儘管他的高級指揮官包括格爾德·馮·倫德施泰特和瓦爾特·莫德爾提出異議，該計劃仍並沒有被修改，最終進攻日期被定於1944年12月16日。與此同時，盟軍指揮官認為阿登地區不適合於德軍發動大規模進攻，原因主要是地形問題。此外，情報報告表明，駐紮在該地區唯一的德軍師十分疲憊，在進攻前的幾個星期，沒有任何盟軍指揮官有理由相信攻擊迫在眉睫。巴斯托涅是在該地區重要的公路樞紐城市，主要由美國陸軍第28步兵師防守，該師從7月22日至11月19日已連續奮戰，所以被調派至這個相對平靜的戰線節點進行休整。盟軍認為在第28步兵師面前只有1個德軍步兵師與之對峙，他們相信任何沿著這個地區的攻擊規模將是有限的。巴斯通鎮雖然不大，但是該地為7條道路交會的交通節點。這些道路對德軍的裝甲部隊行動十分重要，使盟軍勢必全力保衛這些道路。
指揮第5裝甲軍團的哈索·馮·曼托菲爾上將委派海因里希·迪波爾德·格奥爾格·馮·吕特维茨男爵的第47裝甲軍以完成攻佔巴斯托涅的任務，計畫在那慕爾附近渡過默茲河。吕特维茨計劃在7 mi（11 km）戰線上以3個師展開攻擊：第26國民擲彈兵師和第2裝甲師首先實施攻擊，而教導裝甲師在它們後面。德軍要面對的防禦軍是隸屬美國陸軍第110步兵團的2個步兵營（第3個營作為預備隊留在後方），他們負責沿烏爾河長9 mi（14 km）的戰線。盟軍在主要村莊聚集成小規模的戰鬥群，僅在白天於沿河區域進行警戒。該部隊的力量在維持戰線亦太單薄，他們的注意力集中在跨越烏爾河的4條道路。由於德軍進攻前的大雨，只有1條道路有合適條件供德軍通過 - 這是最北端的道路，這在達斯堡通過烏爾河以前往克莱沃及巴斯托涅。第2裝甲師被命令沿著這條道路渡河，而第26國民擲彈兵師在格明德附近架橋渡河。 馮·吕特维茨明白巴斯托涅道路網的重要性 - 他知道如果該市被佔領，他的部隊就可以大膽向西前進。因此，他下令教導裝甲師向巴斯托涅前進而其它部隊當時已經越過了克莱沃河。

## 序幕

### 進攻
在12月15日晚上，第26國民擲彈兵師在烏爾河西岸建立了前哨陣地，一部分士兵開始在夜間進行試探性的巡邏。凌晨3時，德軍工兵開始運送人員和裝備過河，他們在出發點開始集合，這裡相當接近美國守軍的防線。 凌晨5時30分，德軍火砲開始轟擊美軍陣地，切斷了有線電話，而同時德軍步兵開始推進。德軍進攻相當迅速，並因兵力佔優而取得突破。 但在魏勒，1個美軍步兵排在一些迫擊砲和戰防砲的支援下，持續抵抗德軍數個營級單位的進攻，直到夜幕降臨才後撤。德軍工兵則在天黑前完成架橋工作試圖渡過烏爾河，德軍的大批裝甲部隊至此時也開始向前推進，但德軍的進度終究仍因美軍的阻擊而明顯遲延 - 他們原定要在第1天夜幕降臨時穿越烏爾河的計畫落後了整整2天。
12月19日，美軍第28步兵師指揮所從東南面的大村莊维尔茨轉移到巴斯托涅。在维尔茨，該師不再後撤，而該師的第110團第3營在師部隊配屬的裝甲兵和砲兵支援下，於那天中午到達該鎮周圍。 第44工兵營駐守在該鎮北面，但他們很快就被德軍圍攻並支持不住而撤退到鎮內，但在此同時也炸毀了原先所防衛的一座橋樑。這批小部隊總人數不超過500人。直到晚上，當他們的陣地受到龐大的德軍攻擊壓力後，他們撤退到西面。並加入第110步兵團作為一個有效的作戰單位，直到數日後遭到嚴重損失後，他們被臨時併入其他盟軍單位以防守巴斯托涅。

### 調動預備隊
儘管在攻擊前幾個星期已出現幾個顯著的信號，阿登反擊戰仍然取得了幾乎完全的突然性。在攻勢開始的第2天，很明顯的第28步兵師接近崩潰。美國第8軍軍長特洛伊·米德爾頓少將已派出第10裝甲師B戰鬥群協助在巴斯托涅的防衛。B戰鬥群包括第3戰車營、第20裝甲步兵營、第21戰車營C連、第54裝甲步兵營B連、第609驅逐戰車營C連、第420裝甲野戰砲兵營及3個連的支援部隊。第3軍團司令喬治·巴頓將軍本來正計劃攻擊美茵茨，但卻因第12集團軍司令奧馬爾·布拉德利將軍命令他把預定用於進攻的單位交出而不悅。同時，德懷特·艾森豪威爾將軍下令調動同盟國遠征軍最高司令部的預備隊，這由在蘭斯的第82空降師及第101空降師組成 。這些老牌空降部隊曾在諾曼第空降，在參與荷蘭的戰鬥後休息和重新裝備了2個月 。2個師均在12月17日晚上接到緊急調動通知，但上級並未提供他們所需的運輸車輛，他們開始自行安排卡車運輸以儘快向前推進。第82空降師長期作為預備隊，因而重新裝備的程度較為完善，並能在第一時間出動。第101空降師在12月18日下午離開大穆爾默隆，包括砲兵、師部列車、第501傘兵團 、第506傘兵團、第502傘兵團 、第327滑翔機步兵團 。大部分車隊在晚間冒著雨雪前進，並且使用大燈（儘管這樣會增加被空襲的威脅）以加速前進，其中一支混合縱隊在比利時布永迷路，只好返回蘭斯。
第101空降師原本去北面的維伯蒙，但之後被改調往巴斯托涅，距離海拔1,463英尺（446米）高原外107 mi（172 km），而第82空降師因為較早出發，遂前往維伯蒙阻擊進攻作為德軍進攻重心的派普戰鬥群。 在北面60 mi（97 km） 作為預備隊之第705驅逐戰車營在12月18日奉命前往巴斯托涅為缺乏裝甲部隊的第101空降師提供反戰車火砲支援，於第二天晚上到達。第501傘兵團的第1批單位在12月19日午夜之後進入巴斯托涅以西4 mi（6.4 km）的集合地區，早上9時整個師全部到達。
麥克奧利夫將軍在早上6時派出第501傘兵團通過巴斯托涅向東南方前進。到早上9時，已前進至往美樂地與隆維利之公路兩側。在這裡裝甲教導師進行了一整天戰鬥以消滅阻擊德軍前進的裝甲步兵戰鬥小組。第506傘兵團此後不久跟進，其第1營被派往諾維爾以增援第10裝甲師B戰鬥群丹卓少校的戰鬥隊，而其他2個營奉命作為預備隊被部署在巴斯托涅的北面。第502傘兵團開赴北面和西北面，以建立一條從營地至科涅的防線，同時新到達的第327滑翔機步兵團負責守衛巴斯托涅西南面後方地區，直至可以推測到德國人的進攻意圖為止。

### 在諾維爾的最初戰鬥
12月19-20日，第506傘兵團第1營奉命支援丹卓部隊（威廉·丹卓少校），這是第10裝甲師的1支營級裝甲步兵戰鬥群，該部隊奉命守衛在富瓦東北偏北及距離巴斯托涅4.36 mi（7.02 km）的諾維爾。在擁有4輛 M18驅逐戰車的第705驅逐戰車營支援下，傘兵們攻擊第2傘兵師單位，第2傘兵師的目標是佔據通過蒙特維爾（在巴斯托涅西北）的第2條道路以攻佔主要高速公路及另一個目標：油庫，因為缺乏汽油令整個德軍的反攻陷於遲滯及面臨失敗。由於擔憂對巴斯托涅左翼的威脅，他們組織了1支聯合戰鬥隊伍進攻諾維爾。丹卓部隊快通過高速公路以到達封鎖地區是其中少數個別有案可查的案件 其中，傳說中的最高速度M18驅逐戰車（55 mph（89 km/h））因為其規格而實際上是被設想領頭攻擊敵人部隊的。
第1營的攻擊和第705驅逐戰車營的M18驅逐戰車一起摧毀了至少30輛德軍戰車，但在糟糕的攻擊中，出現500至1000人傷亡。軍事頻道專家歷史學家計算M18驅逐戰車殺死敵軍24人，其中包括幾輛虎II坦克，並認為，在某種程度上，他們能在高速下“邊走邊打”，然後重新出現在戰場上，因此，似乎是另一輛車輛引起一部分混亂和減緩了德軍的進攻，隨後停步不前，讓美軍通宵控制該鎮。第3營奉命從巴斯托涅北部的預備陣地出發以緩解在南面支援福伊的陣地上受壓的第1營。
美軍驅逐戰車造成的重大損失導致德軍指揮官相信村裡的守軍實力更加強大 ，並在面對村裡的進一步攻擊面前退卻，因而為尋求戰術上的優勢而犯了戰略上錯誤 - 這顯著阻延德軍提前在南面建立圍困巴斯托涅的台階。 這種延遲也給了第101空降師有足夠的時間來組織巴斯托涅的防禦。2天後，德軍第2裝甲師終於繼續其原來的使命向默茲河前進。由於參加進攻巴斯托涅的進攻，它未能打跑空降部隊，及縱隊列最終在瑟萊耗盡燃料，在那裡它被美軍第2裝甲師和英軍第29裝甲旅擊潰。當時第1營在20日被趕出諾維爾，在福伊鎮至巴斯托涅市中心的半路上被由第3營發動的一個單獨的攻擊所佔據，迫使第1營必須且戰且走的撤離福伊。這時候，第1營負責確保美軍防線的安全，該營約600名士兵中已失去了13名軍官和199名士兵，及被指派擔任預備隊。丹卓部隊在通過第3營的防線時失去了其四分之一的部隊，並只剩下4輛中型戰車。

## 戰鬥

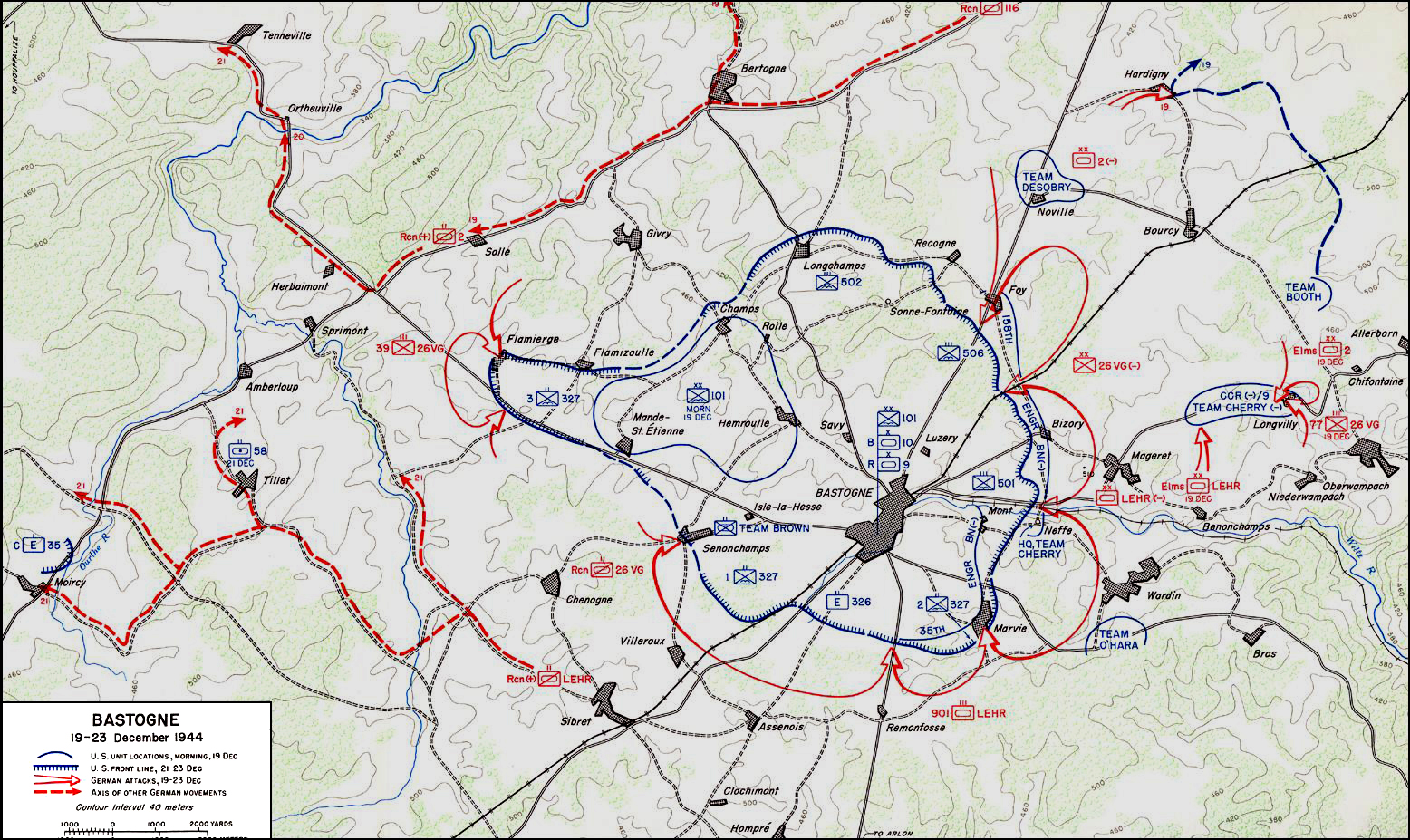
1944年12月19日至23日

第101空降師組成環形防線，在西北使用第502傘兵團阻擋第26國民擲彈兵師，第506傘兵團防守從諾維爾來的道路，第501傘兵團防守東面，和第327滑翔機步兵團分佈在從東南的諾維爾通過南面環形防線至西面的軍營，並得到工兵和砲兵部隊堵塞防線中的空隙。該師至巴斯托涅西面防守之區域在第一個晚上曾遭到襲擊，幾乎造成了整個醫療單位的損失，眾多的後勤單位被用作步兵來加強薄弱的防線。第10裝甲師因在拖延德軍推進的行動中損失了其丹卓作戰隊（威廉·丹卓少校）、卓利作戰隊（亨利·卓利中校），和奧哈拉作戰隊（詹姆斯·奧哈拉中校）而受到削弱，只有由40輛輕型和中型戰車臨時組成的機動「砲火旅」（包括全面崩潰的第9裝甲師倖存者和8輛在巴斯托涅找到未分配的後備戰車）。
3個砲兵營被徵用，並成立了1個臨時砲兵群。每個砲兵營有12門155毫米榴彈砲，在有限的彈藥供應限制下，為該師在四面八方提供了重要的火力支援。羅伯茨上校指揮第10裝甲師B戰鬥群，也集中了從第8軍潰逃的超過600名散兵游勇，重新組成臨時單位以作為進一步的阻擊力量。
由於美軍在北面和東面的強大防禦，德軍第47裝甲軍軍長馮·呂特維茨決定包圍巴斯托涅，並於12月20日晚或21日開始從南面和西南面進攻。德國裝甲偵察部隊的行動已初見成效，一支臨時組成的部隊在阻擊前滲透入美軍的砲兵陣地。所有7條通往巴斯托涅的公路在12月21日中午均被德軍切斷，黃昏時雙方確認美軍第101空降師和裝甲步兵等單位被德軍包圍。
美軍士兵處於約1比5的劣勢，並缺乏冬季服裝、彈藥、食品、醫療用品和高層領導（大部分高級軍官，包括第101空降師的師長馬克斯維爾·泰勒少將均在別處）。由於最惡劣的冬季天氣，被包圍的美軍無法從空中進行補給，也由於多雲天氣而缺乏戰術空中支援。
然而，德軍第47裝甲軍的2個裝甲師在運用其機動性孤立巴斯托涅之後，又於12月22日繼續他們向默茲河前進的使命，而未集中兵力進攻巴斯托涅。他們只留下1個團在其背後協助德軍第26國民擲彈兵師攻佔這個重要路口。德軍第47裝甲軍所屬各單位在美軍南面和西面防線的不同地點作試探進攻，而巴斯托涅的美軍只有一個單一的空降師和一些步兵支援單位駐守，這使得防線上的美軍佔有通訊上的優勢；守軍能夠迅速轉移其支援砲火，並把他們有限的臨時裝甲單位編組用以應付每一個連續的攻擊。
平安夜當天，德軍第26國民擲彈兵師得到第15裝甲擲彈兵師1個裝甲擲彈兵團的增援，以在第2天實施主要突擊。因為缺乏足夠的兵力，且第26國民擲彈兵師戰力已接近枯竭，德軍第47裝甲軍的攻勢集中在美軍防線西面的幾個地點，而未能從所有方向對巴斯托涅展開進攻。美軍的防守由第327步兵團第3營的18輛戰車（官方說法為第401滑翔機步兵團第1營）負責，營指揮所設在赫姆洛。
然而，美軍第327步兵團堅守住原來的陣地，擊退之後的德軍步兵攻勢，並俘擄了92名德軍。德軍裝甲部隊滲透至2個美軍單位之間，試圖從後方到達香榭麗舍，但被帕特里·克卡西迪樓中校指揮的美軍第502傘兵團第1營及第705驅逐戰車營的4輛驅逐戰車擊潰。
盟軍持續控制巴斯托涅，成為德軍裝甲部隊前進的一大障礙，該地盟軍頑強堅守的消息提振了西線其他盟軍部隊的士氣。

### 突破包圍
喬治·巴頓所率領的美軍第3軍團，在查爾斯·P·博格斯中尉（外號「眼鏡蛇王」）的指揮下，成功地自西南面的阿奧尼斯衝向巴斯托涅，進攻矛頭於聖誕節翌日下午4時50分到達美軍第326工兵營的防線。第101空降師與美軍供應基地的地面聯繫也於12月27日恢復，受傷的人員被疏散到後方。第101空降師師長泰勒將軍也與第4裝甲師一同抵達巴斯托涅接掌指揮權。
隨著包圍圈被突破，第101空降師原本預定後撤休息，但之後又接到反攻命令。第506團向北攻擊，於1945年1月9日奪回勒科涅，該團E連在1月10日收復佛伊，又於1月13日收復富瓦。第327團在1月3日攻向巴斯托涅東北面的巴斯，但遇到頑強的抵抗。第506團在1月15日再拿下諾維爾，翌日又收復拉坎普斯。第502團在第327團2個營的增援下，在1月17日攻佔巴斯，把德軍的戰線推回至該師到達巴斯托涅當天的位置上。第2天，該師才被撤回。
戰役中的最有名的引用句來自第101空降師副師長安東尼·麥考利夫陸軍准將。當收到來自德國將軍呂特維茨有關巴斯托涅的書面投降要求時，他的回答是一個字：“NUTS”（第327滑翔機步兵團的指揮官向德國停戰方解釋為“去死吧！”）。 戰鬥結束後，報紙提到該師為「打不死的巴斯托涅雜種」(Battered Bastards of Bastogne)。該師的許多成員否認他們需要巴頓的幫助才能突破包圍圈。

## 結局
美軍第101空降師從1944年12月19日至1945年1月6日為止共有341人陣亡、1,691人受傷及516人失踪。第10裝甲師B戰鬥群共有大約500人傷亡。
奧古斯塔·芝蘭是一位在圍困期間救助傷者的護士，她在2011年12月獲美國駐比利時大使霍華德·古特曼頒授平民人道主義服務獎。

## 圖片集

突出部戰役期間軍隊行軍路線圖，巴斯托涅大約在圖中央。
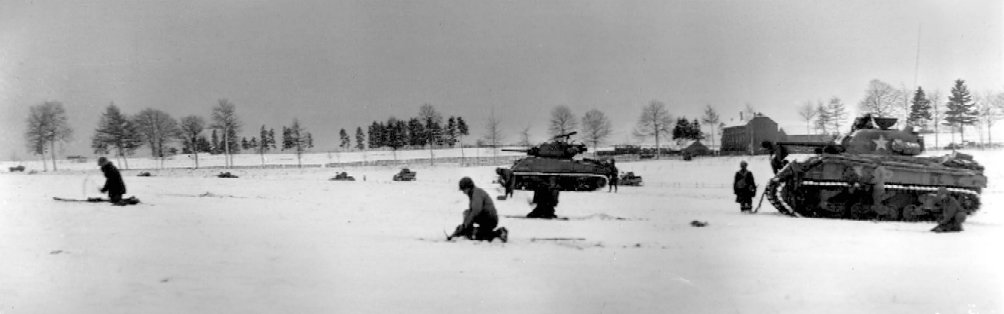
1944年12月31日，在巴斯托涅附近之第6裝甲師第44裝甲步兵旅的坦克。
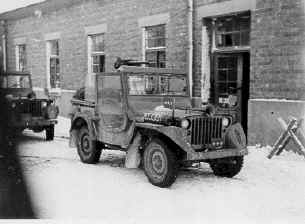
1945年1月1日，在巴斯托涅的巴頓將軍之吉普車。
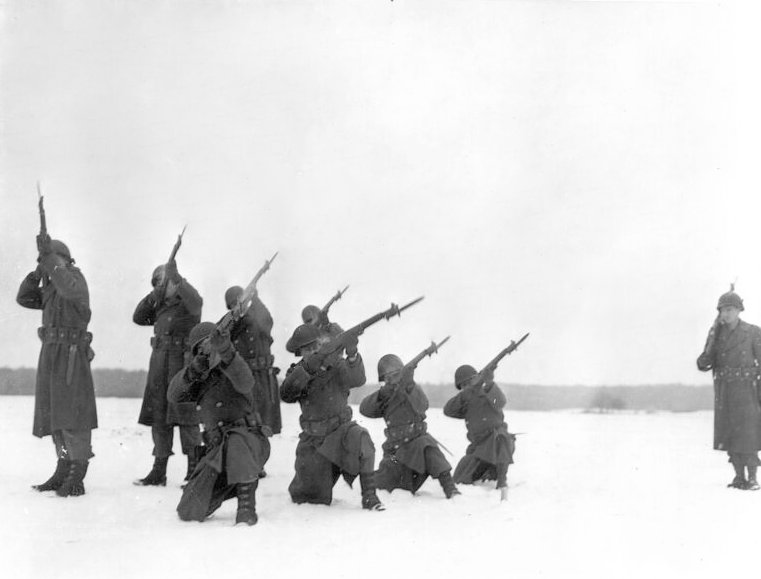
1945年1月22日，第9工兵營C連成員為在包圍戰期間陣亡官兵舉行悼念儀式。
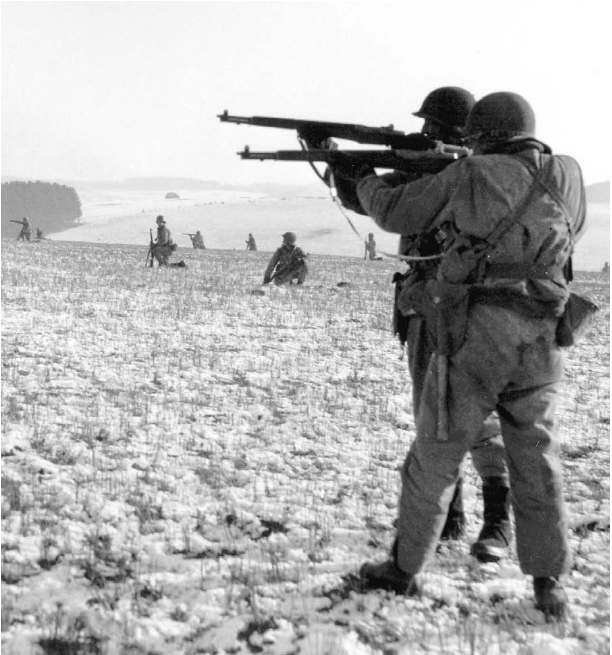
1944年12月，在巴斯托涅附近之救援部隊步兵。

## 附錄
1. 1 2  Bando, Mark. . Zenith Imprint. 2011: 188. ISBN 978-1-61060-256-3.
2. ↑  John C. Fredriksen. . ABC-CLIO. 2011: 91. ISBN 978-1-59884-810-6.
3. ↑  Samuel W. Mitcham. . Greenwood Publishing Group. 2006: 133. ISBN 978-0-275-97115-1.
4. ↑  Hatfield, Ken. . University of Missouri Press. 2003: 181. ISBN 978-0-8262-6335-3.
5. ↑  Ballhausen, Hanno. . wissenmedia Verlag. 2004: 447. ISBN 978-3-577-14367-7.
6. ↑  Avery, Derek; Lloyd, Mark. . Chevprime. 1989: 103. ISBN 978-1-85361-107-0.
7. 1 2 3 4 5 6 7 8  在軍事頻道, 於世界標準時間2008年8月13日晚上10時51分，美國東岸時間下午6時至7時之"戰車大維修" ，這是一部講述如何翻新M18驅逐戰車及訪問第二次世界大戰退伍軍人和採訪第二次世界大戰評論專家及歷史學家的混合紀錄片。
8. ↑  S.L. A. Marshall, Bastogne: The First Eight Days （页面存档备份，存于）, Chapter 14, detailing and sourcing the incident.
9. ↑  Marshall, S.L.A. . . U.S. Army in Action Series Facsimile reprint of 1946. United States Army Center of Military History. 1988  [2013-09-16]. （原始内容存档于2008-12-04）.
10. ↑  Belgian nurse who saved GIs in WWII honored[永久]

## 附加參考
- Evans, Major Gary F. . 22 June 1972  [June 9, 2010]. United States Army Center of Military History Historical Manuscripts Collection 8-3.1 BB 2. （原始内容存档于2013-12-07）.
- Reprint 1988. United States Army Center of Military History. 1946  [June 9, 2010]. CMH Pub 22-2. （原始内容存档于2008-12-04）. Authors list列表中的|first1=缺少|last1= (帮助)

## 外部連結
- Summary of the battle （页面存档备份，存于）
- The Battle of the Bulge - Fortunes of War （页面存档备份，存于）
- Battle of the Bulge - 4th Armored Division Help End the Siege of Bastogne
- The 101st Airborne Division's Defense of Bastogne
- The Battle of Bastogne on YouTube （页面存档备份，存于）
- Map: The Western Front - 3 January 1945 （页面存档备份，存于）

50°00′00″N 5°43′17″E / 50.0°N 5.7214°E